# Pumpwerk Evinger Bach

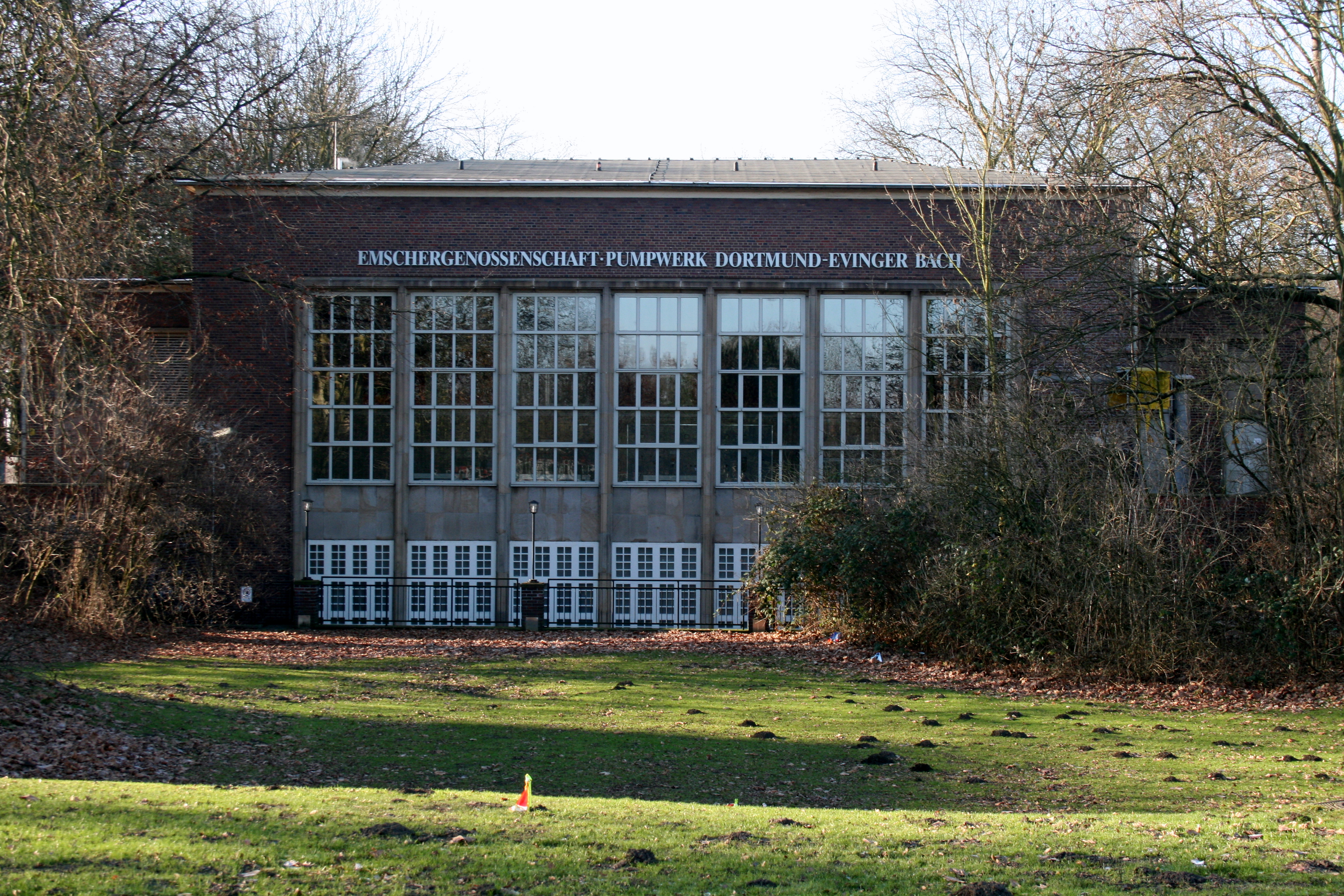
Pumpwerk Evinger Bach

Das Pumpwerk Evinger Bach ist ein 1953 errichtetes Wasserbauwerk der Emschergenossenschaft in Dortmund.
Das unmittelbar am Fredenbaumpark gelegene Pumpwerk sorgt für die Wasserhaltung in der Dortmunder Nordstadt. Aufgrund bergbaubedingter Senkungen floss bereits in den 1930er Jahren der namensgebende Ewinger Bach nicht mehr richtig ab und das umliegende Gelände versumpfte. Nachdem zunächst einige Behelfspumpwerke betrieben wurden, wurde 1953 das heutige Gebäude  errichtet.
Das Pumpwerk hat eine maximale Leistung von 12.000 Litern in der Sekunde. Der Ewinger Bach wird über Rohrdruckleitungen in die Emscher entwässert.
Das Gebäude kann zu ausgewählten Terminen besichtigt werden und wird auch für Konzerte und Ausstellungen genutzt, so 2008 mit Gemälden des Monumentalmalers Norbert Tadeusz. 
Das Pumpwerk Evinger Bach ist Teil der Themenroute 13 der Route der Industriekultur. 